# Sister Fa
Sister Fa (de son vrai nom Fatou Diatta), née en 1982, est une rappeuse sénégalaise et une militante contre les mutilations génitales féminines.

## Biographie
Sister Fa est née en 1982 à Thionk Essyl, dans le département de Bignona. 
Enfant, elle est victime d'une mutilation génitale. Elle précise dans une interview les modalités de l'excision subie et les douleurs intenses ressenties, à l'époque et encore aujourd'hui : « One organ just wasn't there," she says. (...) Why did they cut off the most sensitive part of my body? I just couldn't understand. » (Un seul organe [clitoris] n'était plus là, dit-elle. (...) Pourquoi avaient-ils coupé la partie la plus sensible de tout mon corps ? Je n'arrivais pas à comprendre).
Plus, elle est témoin d’autres mutilations qui tournent mal, avec le décès de deux petites filles.
Amenée à vivre chez un oncle à Dakar, elle écrit des textes et commence un parcours de rappeuse à 18 ans, en enregistrant une première maquette.  L'année suivante, elle joue au Senegal Hip Hop Awards. En 2005, elle sort son premier album, Hip Hop Yaw Law Fal. Elle rencontre également  Lucas May, un éthologue autrichien,  tournant un documentaire sur le hip hop au Sénégal et ils se marient. En mars 2006, elle et son époux s’installent à Berlin. En 2008, elle revient au Sénégal, dans son village puis dans quelques lieux pour diffuser une information sur les mutilations génitales féminines, s’engageant dès lors contre ces pratiques,. >.   Elle construit un projet Éducation sans excision, associant la musique et cette information contre les mutilations des femmes : « Le hip hop a commencé comme la musique de protestation, et au Sénégal, il l’est encore. ».
En 2009, elle sort son premier album international Sarabah: Tales From the Flipside of Paradise ,.  En octobre de la même année, elle est sur scène une Journée des Nations Unies à New York, avec des artistes tels que Harry Belafonte, John McLaughlin et Angélique Kidjo.  Elle a également été conviée à Addis-Abeba, en Éthiopie, par l’Union africaine en partenariat avec World Vision. En 2011, elle participe à la création d’un documentaire, Sarabah, consacré à  son projet, Éducation Sans Excision, et présenté au festival des droits de l'homme Movies That Matter.
En février 2017, elle est nommée ambassadrice de bonne volonté de l’organisation non gouvernementale World Vision au Sénégal.